# Путумайо (река)
Путумайо (в долното течение, в Бразилия – Иса, на португалски: Içá; на испански: Putumayo) е река в южната част на Колумбия (департаментите Путумайо и Амасонас), североизточната част на Еквадор (провинция Сукумбиос), северната част на Перу (региона Лорето) и северозападната част на Бразилия (щата Амазонас), ляв приток на Амазонка. Дължината ѝ е 2060 km, а площта на водосборния басейн – 148 000 km² (2,06% от водосборния басейн на Амазонка).
Река Путумайо води началото си на около 2800 m н.в. от източните склонове на Централните Колумбийски Кордилери, в департамента Путумайо. В най-горното си течение е типична планинска река с бурно течение и голям наклон. В района на колумбийския град Пуерто Асис навлиза в крайната северозападна част на Амазонската низина, като се превръща в голяма, широка и мощна река с бавно и спокойно течение, течаща сред гъсти и влажни екваториални гори. На около 20 km югоизточно от Пуерто Асис достига до границата с Еквадор и на протежение над 200 km служи за граница между Колумбия и Еквадор. В района на най-северното перуанско селище Гуапи достига до перуанската граница, след което около 1300 km е гранична река между Колумбия и Перу. В долното си течение, в района на колумбийското селище Тарапака, вече под името Иса навлиза в Бразилия и последните около 300 km тече по бразилска територия. Влива се отляво в река Амазонка, на 47 m н.в., при градчето Сан Антонио до Иса.
Река Путумайо има дълъг и тесен, слабо развит водосборен басейн, поради което притоците ѝ са предимно къси, като основните са: леви – Карапарана (260 km), Игарапарана; десни – Сан Мигел (295 km), Кампуя (370 km), Алгодон, Ягуас (430 km, най-голям приток). Река Путумайо има предимно дъждовно подхранване и е пълноводна от април до юли. Средният годишен отток при град Тарапака (на границата между Колумбия и Бразилия) е 8760 m³/s. Плавателна е за плитко газещи речни съдове в долното си течение.